# Maaiveld
Het maaiveld (afkorting: mv) is het aardoppervlak inclusief bestrating en aardwerken zoals een talud of dijk, maar zonder vegetatie en bouwwerken zoals huizen en viaducten.

## Hoogte van het maaiveld
Maaiveldhoogte wordt vaak opgegeven ten opzichte van een nationaal nul-niveau. In Nederland is dat het Normaal Amsterdams Peil (NAP), in België het Oostende Peil (O.P. oftewel TAW), in Duitsland Normalhöhennull (NHN) en in het Verenigd Koninkrijk Ordnance Datum (OD).

## Hoogte ten opzichte van het maaiveld
Dieptemeting van monsters uit een grondboring of peilbuis wordt in eerste instantie gedaan ten opzichte van het maaiveld of een punt wat hiernaar refereert (zoals de hoogte boven het maaiveld van een boorplatform). Een gebruikelijke notatie is: -2,00-3,00 m mv of 2,00-3,00 m -mv (twee tot drie meter onder maaiveld). Boven maaiveld wordt doorgaans in dit geval aangeduid als: +2,00-3,00 m mv of als 2,00-3,00 m +mv. Later, na het uitvoeren van een waterpassing en het inmeten in rijksdriehoekscoördinaten, worden deze monsterdiepten vaak naar hoogten ten opzichte van NAP omgerekend.
De aanduiding wordt vaak in de bouwwereld gebruikt als referentiepunt voor het aanduiden van de hoogte van vloeren e.d. in gebouwen. De bovenkant van de afgewerkte begane grondvloer heet dan peil (afgekort P).
Ook in andere disciplines wordt de maaiveldhoogte als referentiepunt gebruikt. Zo is de ontwateringsdiepte het verschil in hoogte tussen de grondwaterstand en het maaiveld. Een instrument dat dit verschil meet is een grondwatermeter.

## Bodemdaling en -stijging
In sommige streken daalt het maaiveld door de winning van grondstoffen uit de diepere aardlagen zoals het winnen van aardgas in Slochteren in Groningen en zoutwinning in het westen van Friesland. In veel polders daalt het maaiveld als gevolg van inklinken. Het westen en noorden van Nederland heeft te maken met een natuurlijke daling van het maaiveld door geologische omstandigheden op het West-Europese continent. In vrijwel de gehele Zuid-Limburgse mijnstreek stijgt het maaiveld ten gevolge van mijnwaterstijging, dit gebeurt na een aanvankelijke bodemdaling veroorzaakt door de voormalige steenkoolwinning.

## Technische tekeningen
Omdat ongeroerde grond overeenkomt met het maaiveld, wordt in bouwtekeningen bij doorsnedes de hoogte van het maaiveld vaak met een symbool aangegeven. Dit symbool bestaat uit schuin afwisselende diagonale arceringen in driehoeken met brede basis, zonder een horizontale lijn aan de onderzijde.

## Figuurlijke betekenis
In de figuurlijke betekenis wordt het woord gebruikt om een maatschappelijke situatie aan te geven waarin individuele uitblinkers beknot of afgemaaid worden, zoals in je mag hier niet te veel boven het maaiveld uitsteken. Deze notie wordt uitgedrukt in het begrip maaiveldcultuur.